# نینل دالاکیان
نینل سرگئی دالاکیان (ارمنی: Նինել Սերգեյի Դալլաքյան؛ زادهٔ ۱۰ دسامبر ۱۹۲۹ - درگذشته ۲۵ دسامبر ۲۰۰۸) بازیگر اهل ارمنستان بود.

## زندگی‌نامه
وی در ۱۰ دسامبر ۱۹۲۹ در ایروان به دنیا آمد و از انستیتو دولتی هنری و نمایشی ایروان فارغ‌التحصیل گشت. وی برنده جوایزی همچون مدال موسس خورناتسی (۲۰۰۱) و هنرمند مردمی جمهوری ارمنستان (۲۰۰۳) است. وی در ۲۵ دسامبر ۲۰۰۸ در سن ۷۹ سالگی در ایروان درگذشت.	